# Forces du renouveau
De Forces du renouveau, algemeen nog steeds bekend onder de oorspronkelijke naam Rassemblement congolais pour la démocratie-Kisangani-Mouvement de libération (RCD/K-ML), is een politieke partij in Congo-Kinshasa. De partij ontstond als een afgescheiden fractie van de rebellengroep Congolese Rally voor Democratie (RCD).

## Geschiedenis
De RCD-K-ML kreeg 15 zetels in de Nationale Overgangsvergadering en nam deel aan de overgangsregering onder leiding van Joseph Kabila. Human Rights Watch heeft RCD-K-ML beschuldigd van het rekruteren van kindsoldaten. Ze waren ook betrokken in de Tweede Congolese Burgeroorlog en het Ituri-conflict.

### Verkiezingen
Partijleider, Antipas Mbusa, werd elfde bij de presidentsverkiezingen van 2006 met 96.503 stemmen, en won 26 zetels bij de gelijktijdige verkiezing voor de Nationale Assemblee. Bij de algemene verkiezingen van 2011 verloren de Forces du renouveau twintig zetels in de Nationale Assemblee.